# بیدزرد (کازرون)
بیدزرد، روستایی از توابع بخش جره و بالاده شهرستان کازرون در استان فارس ایران است.

## جمعیت
این روستا در دهستان جره قرار دارد و براساس سرشماری مرکز آمار ایران در سال ۱۳۹۵، جمعیت آن ۵۹۹ نفر (۱۵۴ خانوار) بوده‌است.
| جمعیت        | سرشماری ۸۵ | سرشماری ۹۰ | سرشماری ۹۵ |
| ------------ | ---------- | ---------- | ---------- |
| تعداد خانوار | ۱۳۴        | ۱۷۷        | ۱۵۴        |
| جمعیت        | ۶۸۴        | ۷۱۹        | ۵۹۹        |

مردم این روستا از ایل قشقایی طایفه فارسیمدان میباشند و به زبان ترکی قشقایی صحبت میکنند.